# Picrophilus
El gènere Picrophilus és un gènere d'acidòfils extrems del fílum dels Euryarchaeota consistent en dues espècies: P. oshimae i P. torridus. Aquests microbis són els organismes més acidofílics coneguts fins a l'actualitat, amb l'habilitat de sobreviure a pH -0.06. Són acidòfils olbigats i no són capaços de mantenir la seva integritat de membrana a pH més elevat de 4. Tot i estar filogenèticament relacionat amb altres organismes dels Thermoplasmata, a diferència dels Thermoplasma i Ferroplasma Picrophilus conté una paret cel·lular S-layer. Els seus enzims són utilitzats industrialment en l'hidròlisi del midó.